# Chiesa dell’Ascensione a Chiaia
Koordinaten: 40° 50′ 10,4″ N, 14° 14′ 3,4″ O
Die Chiesa dell’Ascensione a Chiaia (deutsch: Himmelfahrtskirche von Chiaia) ist eine barocke Kirche in Neapel im Stadtviertel Chiaia. Sie befindet sich an der nach ihr benannten Piazzetta Ascensione.

## Geschichte
Eine erste Kirche dieses Namens und ein Konvent von Coelestinermönchen wurde an der antiken Via Puteolana im 14. Jahrhundert auf Wunsch von Nicola Alunno d’Alife, Kanzler unter Robert von Anjou, gebaut.
Das heutige Gebäude entstand im 17. Jahrhundert, als Stiftung des portugiesischen Getreidehändlers Michele Vaaz (eigentl. Miguel Vaz) de Andrade, Graf von Mola. Nach einer Legende befand dieser sich in einer vom Vizekönig, dem Herzog von Osuna, verhängten Haft, als ihm am Vorabend von Christi Himmelfahrt, am 3. Mai 1617, der Heilige Petrus Coelestinus im Traum erschien und ihm die Hand reichte. Am nächsten Tag konnte der Graf fliehen und fand in der alten und bereits ziemlich heruntergekommenen Himmelfahrtskirche ein drei Jahre währendes Asyl.   In einem darauffolgenden Prozess wurde er schließlich freigesprochen.

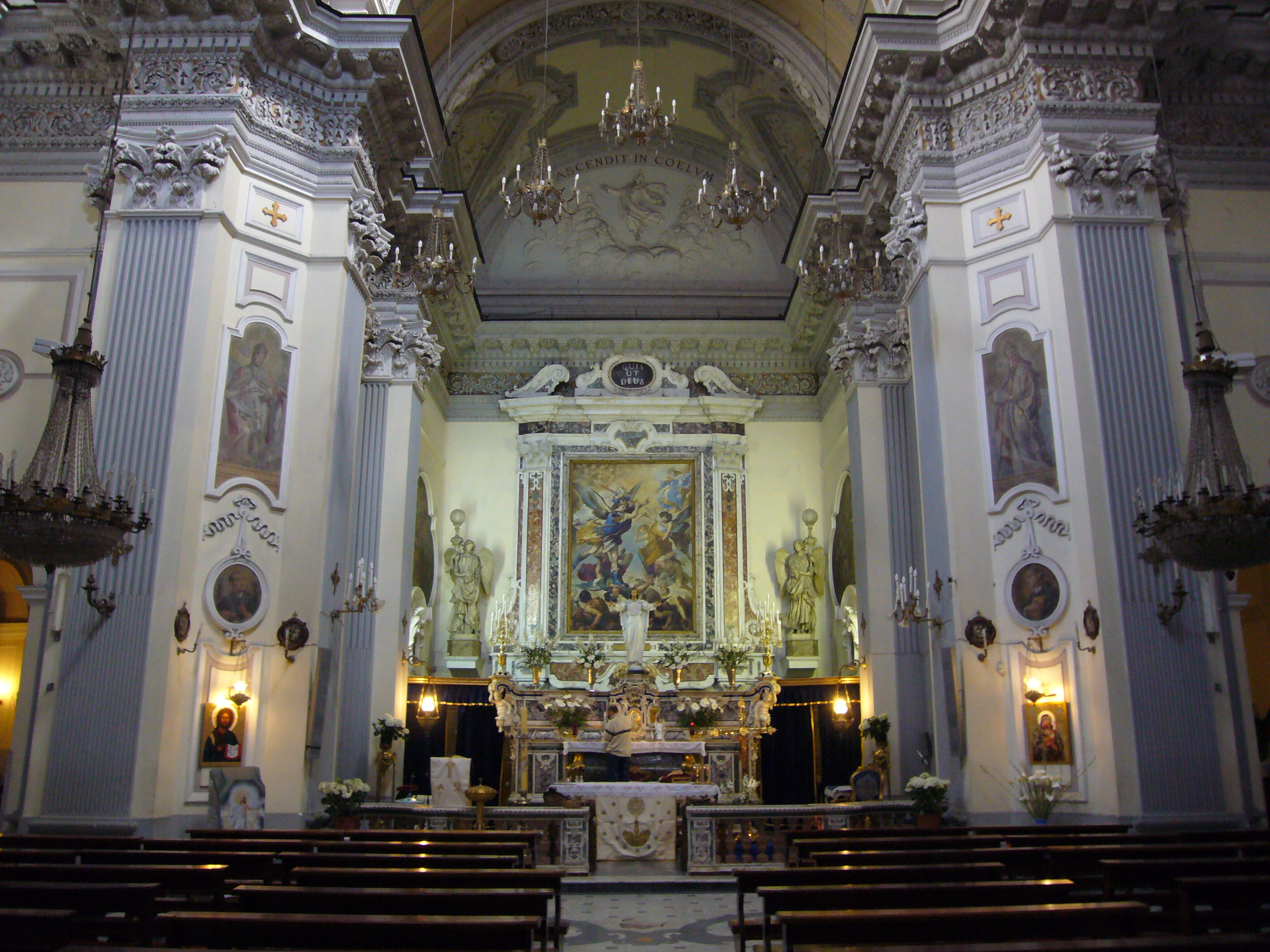
Chorraum mit Hauptaltar

Aus Dankbarkeit hinterließ er nach seinem Tod dem Orden eine große Summe Geld, die zum Bau einer neuen Kirche bestimmt war. Diese sollte dem Erzengel Michael und den Heiligen Anna (der Name seiner Frau) und Petrus Coelestinus geweiht sein. Die Kirche war ursprünglich als Privatkapelle der Familie Vaaz gedacht.
Der Neubau wurde Cosimo Fanzago anvertraut und 1645 fertiggestellt. Die Dekoration des Inneren, an der auch Luca Giordano beteiligt war, zog sich noch einige Jahre hin.
Nachdem die Familie Vaaz verarmt war, übergab sie die Kirche den Coelestinermönchen. Diese ließen die alte, ursprüngliche Kirche abreißen und öffneten die neue für den allgemeinen Gebrauch.
1767 wurde die Kuppel durch Matteo Tramontano erneuert.
Während der französischen Herrschaft unter Joachim Murat zu Beginn des 19. Jahrhunderts wurde das Kloster aufgehoben und zu militärischen Zwecken genutzt.  Die Kirche selbst ging über in die Hände der Congrega di Santa Maria a Cappella Nuova.
1850 gelang es dem Erzbischof von Neapel, die Kirche wieder ihrem ursprünglichen religiösen Zweck zuzuführen, indem er sie zur Gemeinde (parrocchia) erklärte.

## Beschreibung

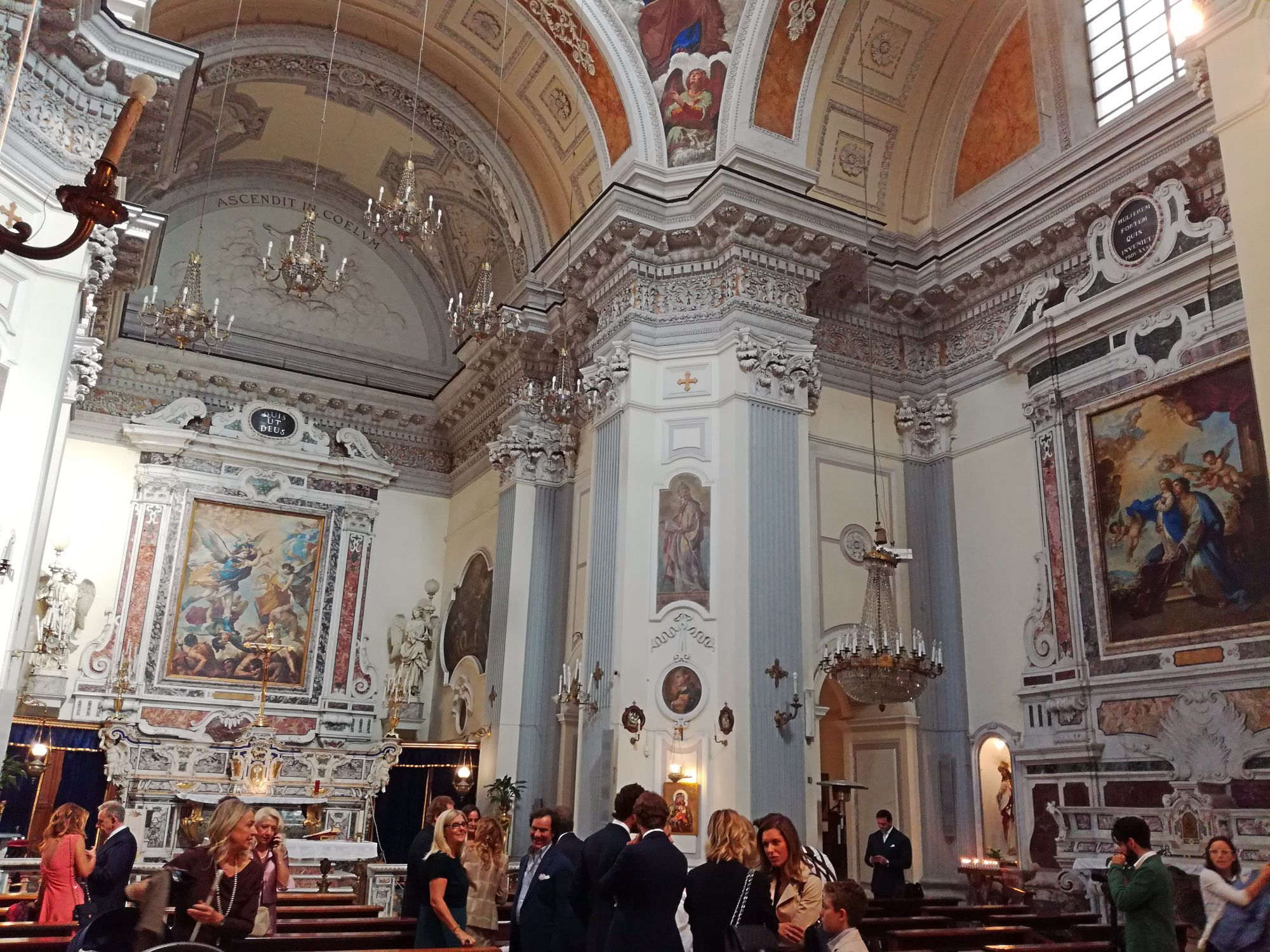
Innenraum mit den beiden Altarbildern von Luca Giordano

Der eigentlichen Kirche ist ein dreibogiger offener Portikus vorgelagert, der durch glatte dorische Pilaster aus Piperno gegliedert wird.
Der Innenraum hat die Form eines griechischen Kreuzes und wird ebenfalls durch Pilaster aus Piperno rhythmisiert, die hier jedoch kanneliert sind und von korinthischer Ordnung. Unter dem Gebälk verläuft ein reich mit Stuck verzierter Fries. Der polychrome Marmordekor des Hauptaltares wurde 1738 von Aniello Gentile geschaffen, die beiden dazu passenden Seitenaltäre 1754 von Giuseppe Bastelli.
Der Raum wird dominiert von zwei Altarbildern Luca Giordanos von 1657: Auf dem Hauptaltar sieht man den Erzengel Michael im Kampf gegen die rebellischen Engel, auf dem rechten Altar die heilige Anna mit der Jungfrau Maria als Kind. Über dem Hauptaltar befindet sich ein Relief mit der Auferstehung Christi.
Andere Malereien stammen von Alfonso di Spigna, darunter der Hl. Petrus Celestinus lehnt die Papstkrone ab, und an den Seitenwänden des Presbyteriums Fresken mit Hagar in der Wüste und Abraham und die Engel. In den Pendentifs der Kuppel sieht man Fresken mit den vier Evangelisten.
In der Sakristei schuf Giovan Battista Lama um 1730 einen vierteiligen Zyklus über das Leben des Heiligen Petrus Coelestinus.

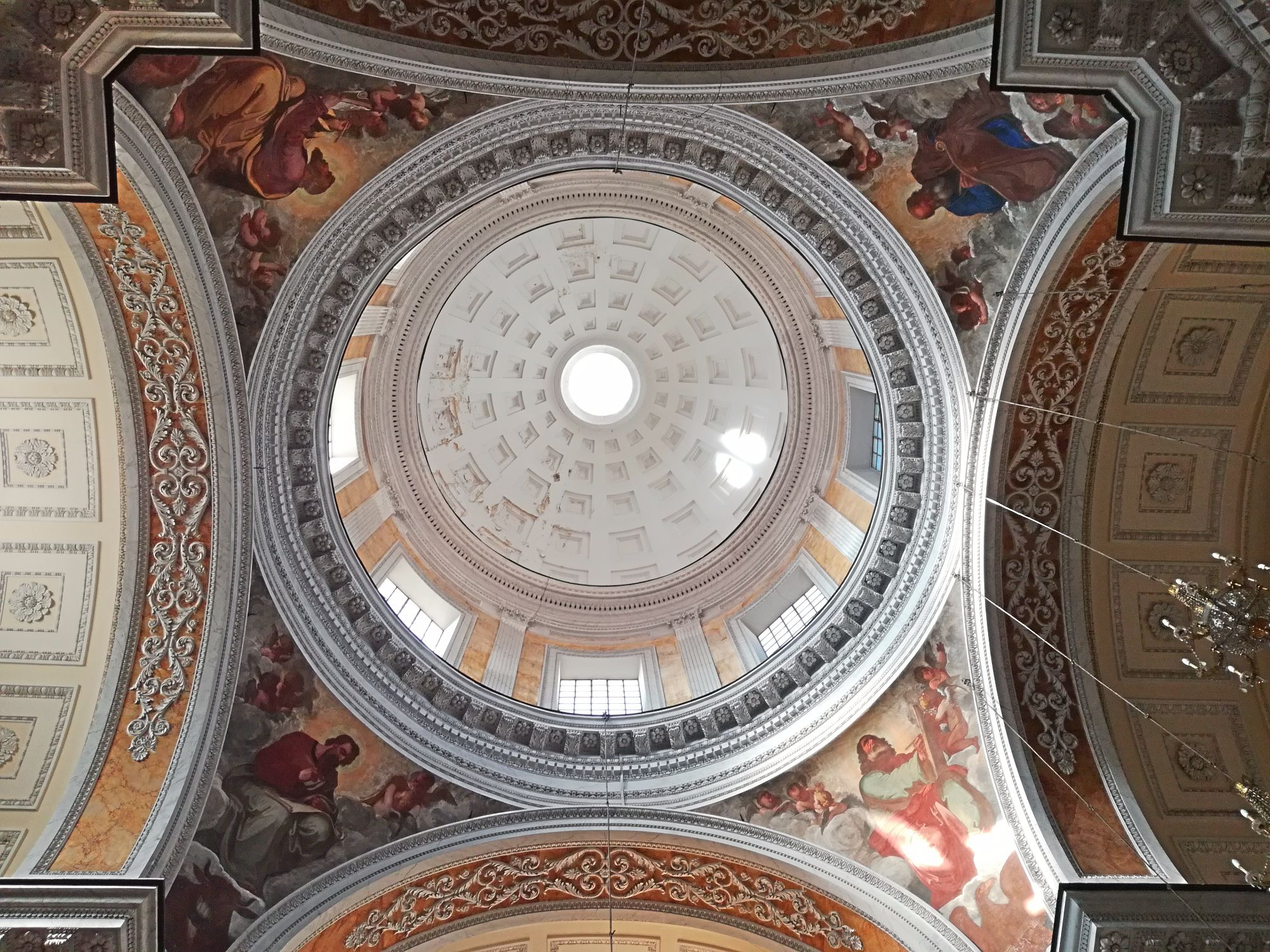
Kuppel